# Zanella Fratelli
Zanella Fratelli war ein italienischer Hersteller von Automobilen.

## Unternehmensgeschichte
Das Unternehmen aus Parma begann 1966 mit der Produktion von Automobilen. Der Markenname lautete Zanella. 1970 endete die Produktion.

## Fahrzeuge
Das einzige Modell war der Erina. Das war ein Nostalgieauto mit einer gewissen Ähnlichkeit zum Fiat 508 (Balilla) und Alfa Romeo 6C 1750 Gran Sport aus den 1930er Jahren. Die Basis stellte der Fiat Nuova 500 dar. Die Fahrzeuglänge betrug lediglich 297 cm.